# Човек без сянка
„Човек без сянка“ (на английски: Hollow Man) е американски научнофантастичен филм на ужасите от 2000 г. на режисьора Пол Верховен, по сценарий на Андрю Марлоу, и участват Елизабет Шу, Кевин Бейкън, Джош Бролин, Ким Дикенс, Грег Грънбърг, Джоуи Слотник, Мери Рандъл и Уилям Дивейн.